# Proformarechnung
Die Proformarechnung (siehe lateinisch pro forma, nur der Form halber) ist ein Beleg, der den Empfänger in der Regel nicht zur Zahlung auffordert.
Sie wird beispielsweise ausgestellt, um den Wert einer Warensendung darzulegen, und dient dann zu steuerlichen Zwecken. Dies ermöglicht bei Auslandsgeschäften, Ware kostenlos an den Empfänger zu liefern, die Zollerhebung bleibt dabei unberührt. Der Zoll legt den für die Ware tatsächlich gezahlten Preis zu Grunde. Es ist nicht erlaubt, im Nachhinein eine andere Rechnung mit einem geänderten Preis auszustellen.
Sie wird mitunter auch als Vorabkopie der endgültigen Rechnung ausgestellt und enthält dann wie diese die Adress- und Kontodaten des Lieferanten, die Anschrift und gegebenenfalls die Lieferadresse des Kunden, die genaue Bezeichnung der Ware, die Lieferkonditionen, Zahlungsbedingungen sowie den Preis. Im Geschäftsverkehr wird diese Art der Proformarechnung gewöhnlich zur Beantragung eines Akkreditivs benötigt. Rechtlich gesehen handelt es sich dabei um eine Auftragsbestätigung und wird oft auch an deren Stelle verwendet.

## Anwendung
Die Proformarechnung findet gewöhnlich in den folgenden Fällen Anwendung:
- Im Import/Export zum Nachweis des Warenwerts für steuer- und zollrechtliche Feststellungen
- Bei Lieferungen und Leistungen auf Vorkasse als Grundlage für die Zahlung
- Bei kostenlosen Mustersendungen
- Bei Warenaustausch (Garantie- oder Kulanzfälle)
- Bei Ersatzteillieferungen
- Bei Spenden (erfolgswirksame Buchung beim Leistenden trotzdem erforderlich, da sonst neben den Kosten für Wareneinkauf, Personal und so weiter zusätzlich die Spende berücksichtigt würde)

Die Proformarechnung kann auch für andere Zwecke ausgestellt werden. So verlangen z. B. einige Länder eine solche Rechnung als Angebot.
Wird bei einer Spende eine Proformarechnung ausgestellt, so kann die Spenden empfangende Organisation, so sie von einem deutschen Finanzamt anerkannt gemeinnützig ist, eine Zuwendungsbestätigung (allgem. ‚Spendenquittung‘) über diesen Betrag ausstellen.

## Finanzbuchhaltung
In der Finanzbuchhaltung wird die kreditorische und debitorische Rechnungsabgrenzung als Proformarechnung bezeichnet. Eine Rechnung, die nicht periodengerecht zugestellt oder fakturiert wurde und somit nicht als Beleg vorliegt, muss zum Jahresabschluss durch eine Proformabuchung den entsprechenden Bilanz- und GuV-Konten belastet werden. In der Folgeperiode wird diese Buchung storniert und der Originalbeleg eingebucht, so dass die Ergebnisauswirkung neutralisiert wird.